# Mladen Uhlik
Mladen Uhlik, slovenski jezikoslovec, rusist, slavist in pedagog, * 8. maj 1977, Sarajevo, Bosna in Hercegovina.

## Življenje
Uhlik se je rodil v Sarajevu, kjer je preživel prvih nekaj let življenja. Po selitvi v Ljubljano se je vpisal na Gimnazijo Poljane, po opravljeni maturi pa se je odločil za študij ruščine in francoščine na Filozofski fakulteti Univerze v Ljubljani. Diplomiral je leta 2003. Najprej je deloval kot učitelj na Gimnaziji Škofja Loka, leta 2010 pa je bil na fakulteti, kjer je pridobil izobrazbo, izvoljen v naziv asistenta za ruski jezik. Leta 2014 je na Fakulteti za podiplomski humanistični študij (Institutum Studiorum Humanitatis) v Ljubljani uspešno zagovarjal doktorsko disertacijo s tezo Začetki družbenostnega jezikoslovja v Sovjetski zvezi (1920–1930). Mentorja naloge sta bila Patrick Sériot (Univerza v Lozani, Švica) in Aleksandra Derganc (Univerza v Ljubljani, Slovenija). Naslednje leto (2015) je Uhlik postal docent za ruski jezik, leta 2022 je pridobil naziv izrednega profesorja.

## Delo
Mladen Uhlik je zaposlen na Oddelku za slavistiko Filozofske fakultete Univerze v Ljubljani. Je vodja Katedre za ruski jezik. Raziskovalno se ukvarja z rusko slovnico s kontrastivnega vidika – osredotoča se torej na posebnosti, ki se kažejo v sopostavljanju ruskega in slovenskega jezika. Poglablja se predvsem v rusko morfologijo in skladnjo. Izsledke objavlja v domačih in tujih jezikoslovnih revijah. Uhlik je član uredništva referenčne slavistične enciklopedije Encyclopedia of Slavic Languages and Linguistics (Brill) in uredniških odborov mednarodnih revij in zbornikov Philological Studies (Filološki zapiski), Književni jezik, Rhema/Rema, Wiener Slawistischer Almanach in Vestnik Moskovskogo universiteta: naučnyj žurnal. Serija 9, Filologija.
Študentom rusistike predava predmete, vezane na sodobni ruski knjižni jezik in rusko jezikoslovje: 
- Struktura ruskega jezika: fonetika in fonologija
- Struktura ruskega jezika: morfologija samostalnika
- Struktura ruskega jezika: morfologija glagola
- Struktura ruskega jezika: sintaksa
- Izbrana poglavja iz ruskega jezikoslovja
- Jezikoslovni seminar (prvostopenjski)
- Magistrski seminar (drugostopenjski)
- Uvod v osnove ukrajinščine

V študijskem letu 2019/2020 je deloval kot gostujoči predavatelj na Univerzi Karla Franca v Gradcu. Večkrat je kot vabljeni predavatelj predaval na naslednjih ustanovah: Moskovska državna univerza, Inštitut za slavistiko Ruske akademije znanosti, Norveška arktična univerza v Tromsøju (UiT), Univerza v Sarajevu, Univerza v Tübingenu, Humanistična fakuleteta Univerze Vysšaja škola èkonomiki. 
Od leta 2023 je predsednik Slovenskega slavističnega komiteja.

## Izbrana bibliografija
- Mladen UHLIK, 2018: O naj in pust' v slovensko-ruski sopostavitvi. Slavistična revija : časopis za jezikoslovje in literarne vede, okt.-dec. 2018, letn. 66, št. 4, str. 403-419.
- Mladen UHLIK, Andreja ŽELE, 2018: Da-predloženija pri glagolah želanija i pobuždenija v slovenskom jazyke. Voprosy jazykoznanija,  2018, št. 5, str. 87-113.
- Mladen UHLIK, 2016: Nekatere značilnosti izražanja nujnosti oz. obveznosti v slovenščini in ruščini. Jezikoslovni zapiski : zbornik Inštituta za slovenski jezik Frana Ramovša,  2016, 22, [št.] 2, str. 45-59.
- Mladen UHLIK, 2018: Ob osobennostjah dativno-predikativnyh konstrukcij v slovenskom jazyke. Russkij jazyk za rubežom, 2018, no. 5, str. 51-56.
- Èkaterina Vladimirovna RAKHILINA, Mladen UHLIK, 2021. Construction grammar and Slavic. Encyclopedia of Slavic languages and linguistics online. https://referenceworks.brillonline.com/entries/encyclopedia-of-slavic-languages-and-linguistics-online/construction-grammar-and-slavic-COM_032441.
- Mladen UHLIK, Andreja ŽELE, 2022: Rusko-slovenska skladnja: propozicijska in medpropozicijska razmerja. Ljubljana: Založba Univerze v Ljubljani. https://e-knjige.ff.uni-lj.si/znanstvena-zalozba/catalog/book/340